# Chyme
Pour l’article ayant un titre homophone, voir chime.
Le chyme (/ʃim/) est le liquide qui se trouve dans l'estomac avant le passage de la valve du pylore et l'entrée du duodénum. Il a la consistance d'une colle et est constitué de nourriture partiellement digérée, d'eau, d'acide chlorhydrique, et de diverses enzymes de la digestion. Le chyme franchit lentement la valve du pylore et le duodénum où l'extraction des nutriments commence. En fonction de la quantité et du contenu (acide ou basique) du repas, l'estomac digère la nourriture en chyme dans une durée comprise entre quarante minutes et quelques heures.
Après que le chyme est sorti de l'estomac, le duodénum et l'iléon en extraient des graisses et des sucs digestifs, qui passent dans le système lymphatique et, mélangés à la lymphe, forment le  chyle.

## Étymologie
Le mot chyme vient du bas latin médical (IIIe siècle) chymus « suc de l'estomac », emprunté au grec ancien χυμός / khumós « suc, humeur ».